# Michael Cools
Pour les articles homonymes, voir Cools (homonymie).
Michael Cools, né le 12 septembre 1994 à Eeklo, est un coureur cycliste belge.

## Biographie
Stagiaire en fin d'année 2014 chez Verandas Willems, Michael Cools rejoint le club de BCV Works-Soenens-Jielker Geldholf l'année suivante. À mi-saison, il termine cinquième de l'Internatie Reningelst, neuvième du Tour de la province de Liège puis dixième du Circuit de Wallonie, avant de réalise sa meilleure performance fin juillet, en prenant la troisième place du championnat de Belgique sur route espoirs. 
Pour sa dernière saison espoir en 2016, il est recruté par la formation EFC-Etixx. Son début d'année est gâché par plusieurs maladies et refroidissements, en particulier d'une pneumonie à mycoplasme. Il parvient néanmoins à accrocher quelques accessits, en se classant entre autres troisième des Boucles de l'Austreberthe, du Grand Prix Color Code et d'étape sur le Tour du Pays Roannais (5e du classement général). Après un stage dans les Vosges, il prend le départ en juillet du Tour de la Vallée d'Aoste, course par étapes montagneuse réputée du calendrier international des moins de 23 ans. Il y prend la 31e place. Au mois d'octobre, il signe un contrat en faveur de l'équipe continentale Tarteletto-Isorex, pour la saison suivante.
Au cours de l'année 2017, il est notamment quatrième du Grand Prix Raf Jonckheere, une kermesse professionnelle organisée à Westrozebeke. Il termine par ailleurs douzième du Mémorial Philippe Van Coningsloo et du Kreiz Breizh Elites. La suite est cependant gâchée par une lourde chute survenue sur le Grand Prix d'Isbergues dont il en ressort avec une vertèbre cervicale fracturée, ce qui met un terme à sa saison. De plus, il n'est pas conservé par sa formation Tarteletto-Isorex. Il signe alors un contrat avec l'équipe T.Palm-Pôle Continental Wallon au mois de novembre.

## Palmarès et résultats

### Palmarès par année
- 2010
  -  Champion de Belgique de poursuite par équipes débutants
- 2014
  - 2e du Circuit du Westhoek
- 2015
  - 3e du championnat de Belgique sur route espoirs
  - 3e du Mémorial Fred De Bruyne
- 2016
  - 3e des Boucles de l'Austreberthe
  - 3e du Grand Prix Color Code

### Classements mondiaux
| Année           | 2017   | 2018   |
| --------------- | ------ | ------ |
| UCI Europe Tour | 1 416e | 1 960e |